# Saint-Maurice-le-Girard
Pour les articles homonymes, voir Saint-Maurice et Girard.
Saint-Maurice-le-Girard est une commune française située dans le département de la Vendée, en région Pays de la Loire.

## Géographie

### Localisation
Le territoire municipal de Saint-Maurice-le-Girard s'étend sur 1 146 hectares. L'altitude moyenne de la commune est de 105 mètres, avec des niveaux fluctuant entre 64 et 136 mètres,.
| Mouilleron-en-Pareds (Mouilleron-Saint-Germain) | Cheffois                | La Tardière      |
| Bazoges-en-Pareds                               | Saint-Maurice-le-Girard | La Châtaigneraie |
| Thouarsais-Bouildroux                           | Saint-Sulpice-en-Pareds | Antigny          |

### Climat
Pour des articles plus généraux, voir Climat des Pays de la Loire et Climat de la Vendée.
En 2010, le climat de la commune est de type climat océanique altéré, selon une étude du CNRS s'appuyant sur une série de données couvrant la période 1971-2000. En 2020, Météo-France publie une typologie des climats de la France métropolitaine dans laquelle la commune est exposée à un climat océanique et est dans une zone de transition entre les régions climatiques « Bretagne orientale et méridionale, Pays nantais, Vendée » et « Poitou-Charentes ».
Pour la période 1971-2000, la température annuelle moyenne est de 11,7 °C, avec une amplitude thermique annuelle de 14,4 °C. Le cumul annuel moyen de précipitations est de 824 mm, avec 12,5 jours de précipitations en janvier et 6,9 jours en juillet. Pour la période 1991-2020, la température moyenne annuelle observée sur la station météorologique de Météo-France la plus proche, sur la commune de Scillé à 19 km à vol d'oiseau, est de 12,1 °C et le cumul annuel moyen de précipitations est de 954,6 mm,. Pour l'avenir, les paramètres climatiques de la commune estimés pour 2050 selon différents scénarios d'émission de gaz à effet de serre sont consultables sur un site dédié publié par Météo-France en novembre 2022.

## Urbanisme

### Typologie
Au 1er janvier 2024, Saint-Maurice-le-Girard est catégorisée commune rurale à habitat dispersé, selon la nouvelle grille communale de densité à sept niveaux définie par l'Insee en 2022.
Elle est située hors unité urbaine. Par ailleurs la commune fait partie de l'aire d'attraction de La Châtaigneraie, dont elle est une commune de la couronne,. Cette aire, qui regroupe 10 communes, est catégorisée dans les aires de moins de 50 000 habitants,.

### Occupation des sols
L'occupation des sols de la commune, telle qu'elle ressort de la base de données européenne d’occupation biophysique des sols Corine Land Cover (CLC), est marquée par l'importance des territoires agricoles (96,7 % en 2018), une proportion sensiblement équivalente à celle de 1990 (97 %). La répartition détaillée en 2018 est la suivante : 
terres arables (57,4 %), zones agricoles hétérogènes (20,6 %), prairies (18,7 %), zones urbanisées (3,1 %), forêts (0,2 %). L'évolution de l’occupation des sols de la commune et de ses infrastructures peut être observée sur les différentes représentations cartographiques du territoire : la carte de Cassini (XVIIIe siècle), la carte d'état-major (1820-1866) et les cartes ou photos aériennes de l'IGN pour la période actuelle (1950 à aujourd'hui).

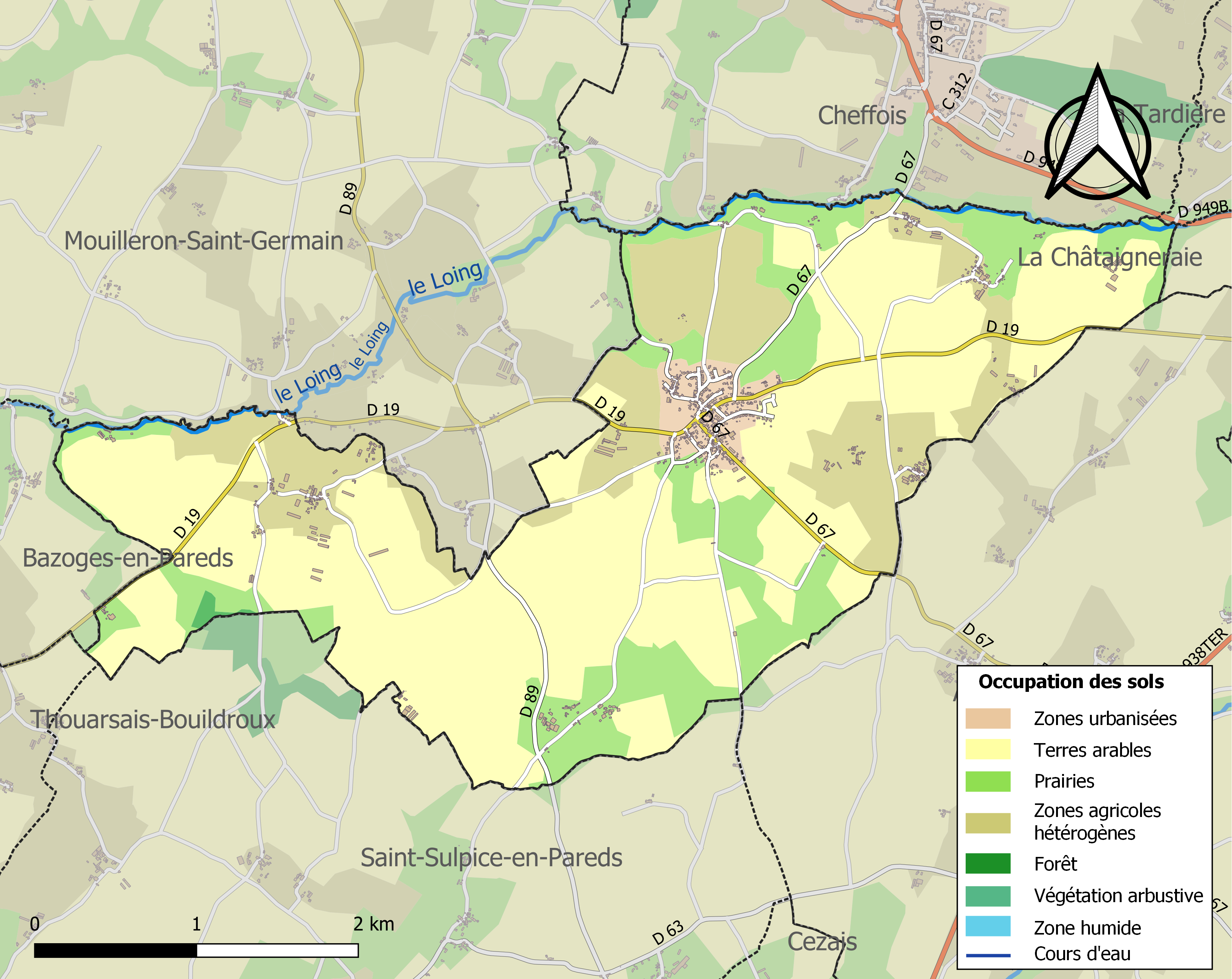
Carte des infrastructures et de l'occupation des sols de la commune en 2018 (CLC).

## Toponymie
Durant la Révolution, la commune porte le nom de Vaugirard.

## Politique et administration

### Liste des maires
| Période                                  | Période  | Identité          | Étiquette | Qualité    |
| ---------------------------------------- | -------- | ----------------- | --------- | ---------- |
| 1983                                     | 1995     | Claude Millet     | DVD       | éleveur    |
| 1995                                     |          | Jean-Marie Sicot, |           | enseignant |
| mars 2014                                | mai 2020 | Jacques Boudaud   |           |            |
| mai 2020                                 | En cours | Jean Pacteau      |           | retraité   |
| Les données manquantes sont à compléter. |          |                   |           |            |

## Population et société

### Démographie

#### Évolution démographique
L'évolution du nombre d'habitants est connue à travers les recensements de la population effectués dans la commune depuis 1793. Pour les communes de moins de 10 000 habitants, une enquête de recensement portant sur toute la population est réalisée tous les cinq ans, les populations de référence des années intermédiaires étant quant à elles estimées par interpolation ou extrapolation. Pour la commune, le premier recensement exhaustif entrant dans le cadre du nouveau dispositif a été réalisé en 2005.

En 2022, la commune comptait 598 habitants, en évolution de +1,36 % par rapport à 2016 (Vendée : +5,33 %, France hors Mayotte : +2,11 %).
| 1793 | 1800 | 1806 | 1821 | 1831 | 1836 | 1841 | 1846 | 1851 |
| ---- | ---- | ---- | ---- | ---- | ---- | ---- | ---- | ---- |
| 690  | 692  | 558  | 619  | 703  | 690  | 692  | 680  | 672  |

| 1856 | 1861 | 1866 | 1872 | 1876 | 1881 | 1886 | 1891 | 1896 |
| ---- | ---- | ---- | ---- | ---- | ---- | ---- | ---- | ---- |
| 664  | 707  | 735  | 723  | 717  | 742  | 748  | 778  | 767  |

| 1901 | 1906 | 1911 | 1921 | 1926 | 1931 | 1936 | 1946 | 1954 |
| ---- | ---- | ---- | ---- | ---- | ---- | ---- | ---- | ---- |
| 785  | 745  | 713  | 652  | 643  | 613  | 613  | 585  | 556  |

| 1962 | 1968 | 1975 | 1982 | 1990 | 1999 | 2005 | 2006 | 2010 |
| ---- | ---- | ---- | ---- | ---- | ---- | ---- | ---- | ---- |
| 521  | 531  | 485  | 486  | 522  | 532  | 579  | 577  | 603  |

| 2015 | 2020 | 2022 | - | - | - | - | - | - |
| ---- | ---- | ---- | - | - | - | - | - | - |
| 594  | 594  | 598  | - | - | - | - | - | - |

#### Pyramide des âges
En 2018, le taux de personnes d'un âge inférieur à 30 ans s'élève à 30,5 %, soit en dessous de la moyenne départementale (31,6 %). De même, le taux de personnes d'âge supérieur à 60 ans est de 30,7 % la même année, alors qu'il est de 31,0 % au niveau départemental.
En 2018, la commune comptait 294 hommes pour 298 femmes, soit un taux de 50,34 % de femmes, légèrement inférieur au taux départemental (51,16 %).
Les pyramides des âges de la commune et du département s'établissent comme suit.
| Hommes | Classe d’âge | Femmes |
| ------ | ------------ | ------ |
| 0,7    | 90 ou +      | 1,7    |
| 9,2    | 75-89 ans    | 12,8   |
| 19,3   | 60-74 ans    | 17,7   |
| 23,4   | 45-59 ans    | 21,7   |
| 16,3   | 30-44 ans    | 16,4   |
| 14,2   | 15-29 ans    | 11,4   |
| 16,9   | 0-14 ans     | 18,4   |

| Hommes | Classe d’âge | Femmes |
| ------ | ------------ | ------ |
| 0,8    | 90 ou +      | 2,2    |
| 8,7    | 75-89 ans    | 11,1   |
| 20,3   | 60-74 ans    | 21,3   |
| 20     | 45-59 ans    | 19,4   |
| 17,5   | 30-44 ans    | 16,8   |
| 15     | 15-29 ans    | 13,2   |
| 17,7   | 0-14 ans     | 16,1   |

## Culture locale et patrimoine

### Lieux et monuments
- Église Saint-Maurice.

### Personnalités liées à la commune
- Jean-René Bernaudeau, né en 1956, à Saint-Maurice, coureur cycliste ayant participé à 10 Tours de France.
- Jean-Gabriel Gallot, né le 3 septembre 1744, médecin à partir de 1767, membre de la Société royale de médecine. Député à l'Assemblée nationale constituante pour la sénéchaussée de Poitiers (26 mars 1789-30 septembre 1791)[21]. Il devient administrateur puis président du département en septembre 1791,et à ce titre il a du affronter la révolte des vendéens contre le pouvoir : révolte qui l'a décontenancé. accusé par le pouvoir de ne pas avoir su anticiper les événements et de ne pas avoir assez « maté » les insurgés, il est suspendu le 6 pluviôse an II (25 janvier 1794) par François Pierre Ingrand, envoyé de la Convention pour organiser le gouvernement révolutionnaire en Vendée et dans les Deux-Sèvres. Affecté à l’hôpital de La Rochelle, il y meurt le 16 prairial an II (4 juin 1794), après avoir contracté le typhus[22],[23].
- Moyse-André Gallot (1782-1841), né le 30 novembre 1782 à Saint-Maurice-le-Girard et fils de Jean-Gabriel Gallot fut député de la Charente-Maritime de 1827 à 1831.
- Pierre Dangirard, né à La Rochelle en 1725, le « pape des protestants ». Accueilli par le médecin Jean-Gabriel Gallot à la fin de l'été 1781, alors qu'il est très gravement malade, il tient le journal de son séjour. Il conte au fil des jours ses tourments de santé, les bons soins du médecin et de sa famille ainsi que les événements de la vie du petit bourg paysan. Le manuscrit de ce journal est conservé à la Bibliothèque Michel Crépeau de La Rochelle[24].

### Héraldique
| Blason | Blasonnement : D'azur à la bande d'or chargée de trois croissants soudés d'argent et côtoyée de deux clefs de sable posées en bande. |

## Pour approfondir